# Negotovost
Nègotóvost je izraz, ki se različno rabi na več področjih kot so: filozofija, statistika, ekonomija, zavarovalništvo, psihologija, sociologija, tehnika in informatika. Povezan je z napovedjo dogodkov v prihodnosti, že izvedenimi fizikalnimi meritvami ali z neznankami, oziroma z neznanim.

## Pojmi
V svojem delu Tveganje, negotovost in dobiček (Risk, Uncertainty, and Profit) je Frank Knight, ekonomist z Univerze v Chicagu, leta 1921 podal pomembno razločitev med tveganjem in negotovostjo:
»Negotovost moramo obravnavati popolnoma različno od vsakdanje predstave o tveganju, od katerega se ni nikoli pravilno razločevala.... Pomembno dejstvo je, da 'tveganje' v nekaterih primerih pomeni količino, občutljivo na meritev, v drugih primerih pa pomeni nekaj čisto drugega. Zaradi tega obstajajo daljnosežne in odločilne razlike v vplivu pojava, kar je odvisno od tega katera je prisotna in delujoča.... Zdelo se bo, da je merljiva negotovost ali pravo 'tveganje', kakor bomo poimenovali izraz, tako zelo različna od nemerljive, da z negotovostjo sploh nima nič skupnega.«
Čeprav se izrazi v splošni rabi uporabljajo na različne načine, so mnogi strokovnjaki s področij teorije odločanja, statistike in drugih kvantitativnih področij opredelili negotovost in tveganje natančneje. Doug Hubbard je podal definiciji negotovosti in tveganja:
1. negotovost: pomanjkanje gotovosti, stanje omejenega znanja, kjer je nemogoče natančno opisati obstoječe stanje ali prihodnji izid bolj kot en možen izid.
2. meritev negotovosti: množica možnih stanj ali izidov, kjer so verjetnosti določene za vsako možno stanje ali izid. To vključuje tudi uporabo gostote verjetnosti na zvezne spremenljivke.
3. tveganje: stanje negotovosti, kjer imajo nekateri možni izidi neželene učinke ali značilno izgubo.
4. meritev tveganja: množica merjenih negotovosti, kjer so nekateri možni izidi izgube in stopnje teh izgub. To vključuje funkcije izgub po zveznih spremenljivkah.

Obstajajo druge različne sistematike negotovosti in odločanja, ki vključujejo širši pomen negotovosti in kako naj se obravnava z etičnega stališča.
Če se na primer ne ve ali bo jutri deževalo, je stanje negotovosti. Če se uporabi verjetnosti na možne izide s pomočjo vremenskih napovedi ali samo kalibrirane verjetnostne ocenitve, se je količinsko določila negotovost. Naj bo ugotovitev 90 % verjetnosti, da bo vreme sončno. Če se načrtuje veliko, drago prireditev na prostem, je tveganje, saj obstaja 10 % verjetnosti, da bo deževalo, in dež ni zaželen. Če je to poslovni dogodek, in bi se zaradi dežja izgubilo 100.000 €, potem je količinsko določeno tudi tveganje, 10 % verjetnosti izgube 100.000 €. Takšne razmere se lahko obravnavajo še stvarneje, če se količinsko določi rahel dež proti močnemu nalivu, ceno zastojev proti popolnemu preklicu, ipd.
Tveganje se v tem zgledu lahko predstavi kot »pričakovano priložnostno izgubo ali verjetnost izgube, pomnoženo z vrednostjo izgube (10 % × 100.000 € = 10.000 €). To je uporabno, če organizator prireditve ni vezan na tveganje, kar večina ljudi je. Večina bi bila pripravljena plačati aro, da bi se izognila izgubi. Zavarovalnica bi izračunala to izgubo, da bi pokrila najmanjše zavarovanje, in k temu dodala druge operativne stroške in dobiček. Ker je veliko ljudi pripravljenih plačati zavarovanje zaradi različnih razlogov, očitno ta izguba sama ni zaznavna vrednost za izogib tveganju.
Količinska raba pojmov negotovosti in tveganja se dokaj dobro sklada s področji kot so teorija verjetnosti, zavarovalniška matematika in teorija informacij. Nekateri avtorji uvedejo nove pojme, na da bi v veliki meri spreminjali definiciji negotovosti in tveganja. Presenečenje je na primer različica negotovosti, ki se včasih uporablja v teoriji infromacij. Zunaj bolj matematične rabe pojma se lahko izraz precej razlikuje. V spoznavni psihologiji je negotovost lahko stvarna ali pa le stvar zaznavanja, kot so pričakovanja, grožnje, itd.
Nejasnost ali dvoumnost včasih opišejo kot »negotovost drugega reda«, kjer obstaja negotovost celo o definicijah določenih stanj ali izidih. Razlika je tu v tem, da negotovost govori o človeških definicijah in pojmih, ne pa da je objektivno dejtsvo narave. Razpravljali so, da se je moč dvoumnosti vedno izogniti, negotovosti (»prvega reda«) pa ne.

### Fizika
Negotovost je lahko čista posledica pomanjkanja znanja o dosegljivih dejstvih. To pomeni, da lahko obstaja negotovost o tem ali bo nova konstrukcija rakete delovala, lahko pa se jo zmanjša z nadaljnjo analizo in preskušanjem. Na podatomskem nivoju je nedoločenost lahko osnovna in neizogibna značilnost Vesolja. V kvantni mehaniki je takšna negotovost nedoločenost, in angleščina na primer ne razlikuje teh dveh pojmov. Heisenbergovo načelo nedoločenosti podaja mejo o tem koliko lahko opazovalec sploh kdaj ve o na primer legi in hitrosti delca. To ni omejenost možnih dosegljivih dejstev, ampak teh dejstev preprosto ni. V fiziki je do neke mere sporno ali je takšna negotovost značilnost narave, ki se jo ne da zmanjšati, ali obstajajo »skrite spremenljivke«, ki bi opisale stanje delca še natančneje kot to dopušča načelo nedoločenosti.

## Mere
Negotovost meritve je podana z razponom vrednosti, ki verjetno spremlja pravo vrednost. To se lahko označi s prečkami napake v grafu, v obliki (vrednost ± merilna negotovost) enota ali z decimalnim zapisom v obliki decimalno število(merilna negotovost). Zadnji zgoščen zapis uporabljata na primer Zveza IUPAC pri navajanju atomske mase elementov in CODATA za priporočene vrednosti fizikalnih konstant. Tako 1,00794(7) pomeni 1,00794 ± 0,00007 ali na primer vrednost Newtonove splošne gravitacijske konstante {\displaystyle \kappa \!\,}, ki ima od fizikalnih konstant eno od največjih relativnih merilnih negotovosti {\displaystyle u_{r}\!\,}:
{\displaystyle {\begin{aligned}\kappa &=6,67428(67)\cdot 10^{-11}\ {\mbox{m}}^{3}\ {\mbox{kg}}^{-1}\ {\mbox{s}}^{-2}\\&=\left(6,67428\pm 0,00067\right)\cdot 10^{-11}\ {\mbox{m}}^{3}\ {\mbox{kg}}^{-1}\ {\mbox{s}}^{-2};\quad \left[u_{r}=1,004\cdot 10^{-4}\right]\!\,.\\\end{aligned}}}
Velikokrat se negotovost meritve najde s ponavljanjem meritve dovolj dolgo časa, da se dobi dobra ocena standardnega odklona vrednosti. Tedaj ima vsaka posamezna vrednost negotovost enako standardnemu odklonu. Če pa so vrednosti poprečene, ima glavna merilna vrednost veliko manjšo negotovost, ki je enaka standardnemu pogrešku srednje vrednosti, ki je standardni odklon, deljen s kvadratnim korenom od števila meritev.
Kadar negotovost predstavlja standardni pogrešek meritve, potem približno 68,2 % časa, prava vrednost merjene količine pade znotraj navedenega obsega negotovosti. Za 31,8 % vrednosti atomskih mas prava vrednost na primer leži zunaj navedenega obsega. Če se podvoji interval, potem verjetno le 4,6 % pravih vrednosti leži zunaj podvojenega intervala. Če se širino potroji, leži zunaj verjetno 0,3 % vrednosti. Te vrednosti sledijo iz značilnosti normalne porazdelitve, in veljajo le, če potek meritev daje normalno porazdeljene pogreške. V takem primeru je dani standardni pogrešek moč preprosto pretvoriti v 68,2 % (»ena sigma«), 95,4 % (»dve sigmi«) ali 99,7 % (»tri sigme«) intervale zaupanja.